# Sagat: The Documentary
Sagat: The Documentary estilizado como SAGAT: The Documentary, SAGAT - Uncut ou apenas  SAGAT é um documentário de 2011 sobre o ator pornográfico  François Sagat, dirigido por  Pascal Roche e Jérôme M. De Oliveira. O filme foi produzido pela  ADL TV e Brenda & Lucy Co.
Teve sua estréia no Francês Canal+ em 31 de março de 2011. No Estados Unidos ocorreu no Museum of Arts and Design em Nova Iorque em 18 de novembro 2011.
O documentário de sessenta minutos segue a carreira de Sagat, com raras cenas de bastidores das atuações cults do ator. O filme possui depoimentos de diversas personalidades da indústria adulta, como Chi Chi LaRue, que compara Sagat com a cantora pop Madonna, além do diretor de filmes pornográficos Bruce LaBruce, que chama Sagat de "a Marilyn Monroe da pornografia gay -- Marilyn tinha seus seios, François tem sua bunda".
O documentário recebeu diversas criticas positivas, incluindo da revista gay francesa Têtu que escreveu: "Esse filme é sexy e agitado, os icones sexuais presentes são por sí só extremamente sensitivos e profundos".